# Ерец Израел
Ерец Израел (на иврит: אֶרֶץ יִשְׂרָאֵל‎) – исторически термин {{посочи източник}} и понятие в юдаизма и християнството {{посочи източник}}, обозначаващо района, който днес е най-тясно свързан с държавата Израел.
Според определението, дадено в Петокнижие (Числа.34.1 – 12) – територията между реката Йордан и Средиземно море.
В библейската история {{посочи източник}} терминът Ерец Израел, или просто Израел, се използвал в две основни значения:
- като наименование на Обетованата земя, дадено на всички 12 колена Израилеви от Господ;
- като название на древното Израелско царство (за разлика от Юдея) след разделянето на еврейската държава на две под водачеството на Ровоам и Йеровоам {{посочи източник}}.
|  | Тази страница частично или изцяло представлява превод на страницата „Земля Израильская“ в Уикипедия на руски. Оригиналният текст, както и този превод, са защитени от Лиценза „Криейтив Комънс – Признание – Споделяне на споделеното“, а за съдържание, създадено преди юни 2009 година – от Лиценза за свободна документация на ГНУ. Прегледайте историята на редакциите на оригиналната страница, както и на преводната страница, за да видите списъка на съавторите. ВАЖНО: Този шаблон се отнася единствено до авторските права върху съдържанието на статията. Добавянето му не отменя изискването да се посочват конкретни източници на твърденията, които да бъдат благонадеждни. |